# Moulines (Manche)
Moulines ist eine französische Gemeinde mit 281 Einwohnern (Stand: 1. Januar 2022) im Département Manche in der Region Normandie. Die Gemeinde gehört zum Arrondissement Avranches und zum Kanton Saint-Hilaire-du-Harcouët.

## Geographie
Moulines liegt etwa 65 Kilometer südsüdöstlich des Stadtzentrums von Saint-Lô. Der Airon begrenzt die Gemeinde im Westen. Umgeben wird Moulines von den Nachbargemeinden Saint-Hilaire-du-Harcouët im Norden und Nordwesten, Lapenty im Norden und Nordosten, Saint-Symphorien-des-Monts im Osten, Savigny-le-Vieux im Süden sowie Les Loges-Marchis im Westen.

## Bevölkerungsentwicklung
| Jahr                       | 1962 | 1968 | 1975 | 1982 | 1990 | 1999 | 2008 | 2018 |
| Einwohner                  | 317  | 298  | 280  | 290  | 302  | 290  | 302  | 288  |
| Quellen: Cassini und INSEE |      |      |      |      |      |      |      |      |

## Sehenswürdigkeiten

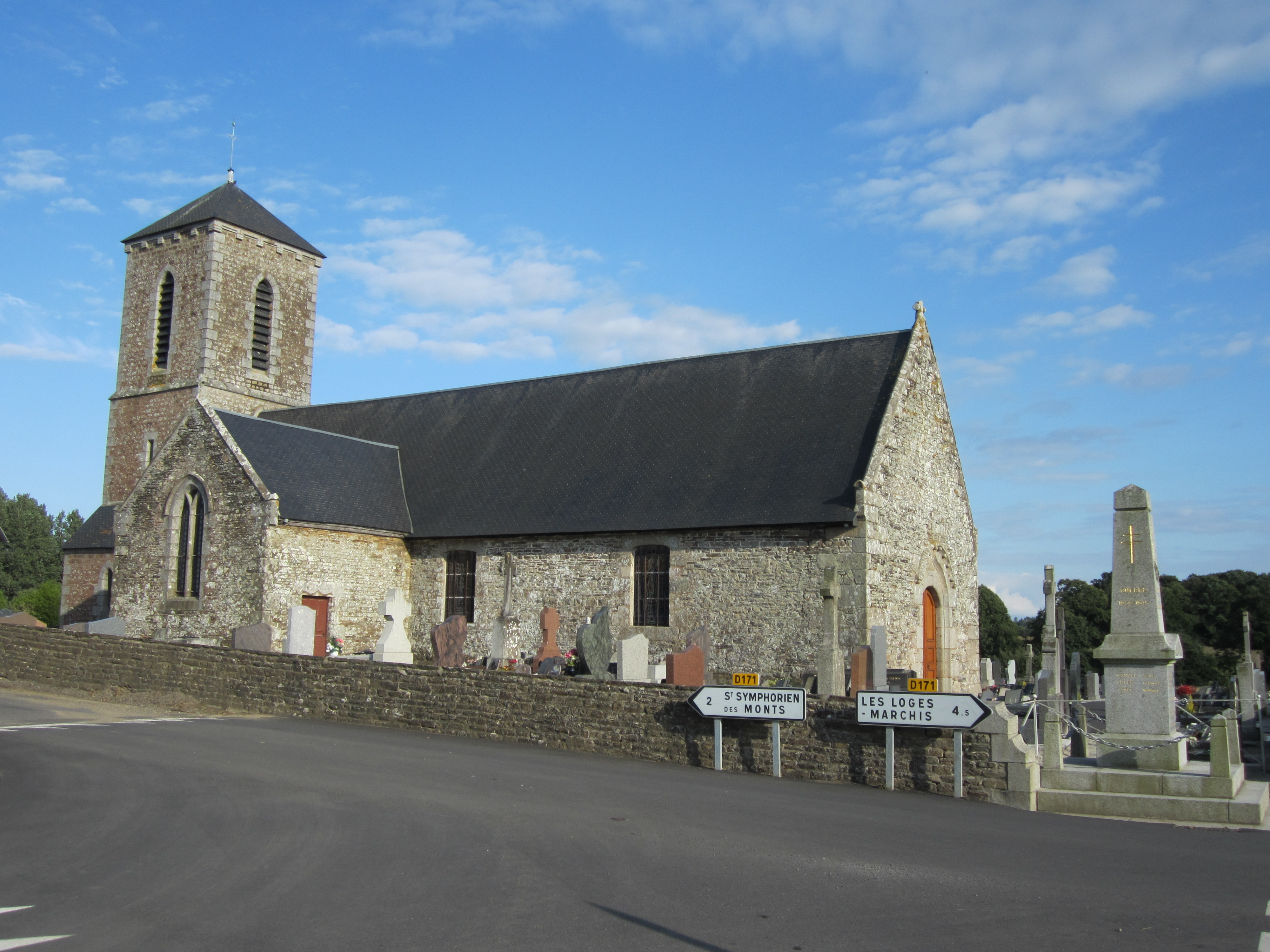
Kirche Saint-Martin

- Kirche Saint-Martin
- Kapelle von Le Bois-Ferrand
- Schloss von Le Bois-Ferrand

## Persönlichkeiten
- Auguste Camille Louis Marie Gaudin de Villaine (1851–1904), Brigadegeneral